# 김영만 (1952년)
김영만(金瑛晩, 1952년 8월 9일 ~ )은 대한민국의 정치인이다. 제41·42대 경상북도 군위군수이다.

## 학력
- 대건고등학교 졸업
- 5년제 한국방송통신대학교 행정학과 학사
- 경북대학교 농업개발대학원 농학석사

## 경력
- 1985 군위청년회의소 회장
- 1986 (사)한국청년회의소 경북지구회 회장
- 대구지방 검찰청 의성지청 상임 청소년 선도위원
- 군위군 체육회 부회장
- 군위군 개발추진위원회 위원
- 새마을운동 군위군 지회 운영위원
- 초대 군위군 축구협회 회장
- 1991.07 ~ 1995.06 제4대 경상북도의회 의원
- 2006.07 ~ 2010.03 제8대 경상북도의회 의원(민선, 초선)
  - 2006.07 ~ 2008.06 제8대 경상북도의회 전반기 의회운영위원회 위원
  - 2006.07 ~ 2008.06 제8대 경상북도의회 전반기 농수산위원회 위원
  - 2006.07 ~ 2008.06 제8대 경상북도의회 전반기 예산결산특별위원회 위원
  - 2008.07 ~ 2010.03 제8대 경상북도의회 후반기 농수산위원회 위원
- 대구지방법원 의성지원 조정위원
- 2014.07 ~ 2022.06` 제41·42대(민선 6·7기) 경상북도 군위군수(재선, 새누리당 → 자유한국당)

## 논란

### 특정범죄 가중처벌 등에 관한 법률 위반(뇌물 수수) 혐의
관급공사를 발주하는 과정에서 지역 건설업자로부터 억대의 금품을 수수한 혐의(특정범죄 가중처벌 등에 관한 법률 위반)로 2019년 11월 26일 구속되었다.
2020년 12월 18일 대구지법에서 열린 1심 선고 공판에서 징역 7년과 벌금 2억 원, 추징금 2억 원을 선고받아 법정 구속되었다.
2심 결과를 반영해 주세요

## 역대 선거 결과
|  | 68.8% |

|  | 29.44% |

|  | 38.18% |

|  | 44.13% |

|  | 52.57% |

|  | 48.20% |

|  | 49.68% |

| 전임 장욱 | 제41·42대 경상북도 군위군수(민선) 2014년 7월 1일 ~ 2022년 6월 30일 | 후임 김진열 |